# Mariensäule (Wernstein am Inn)

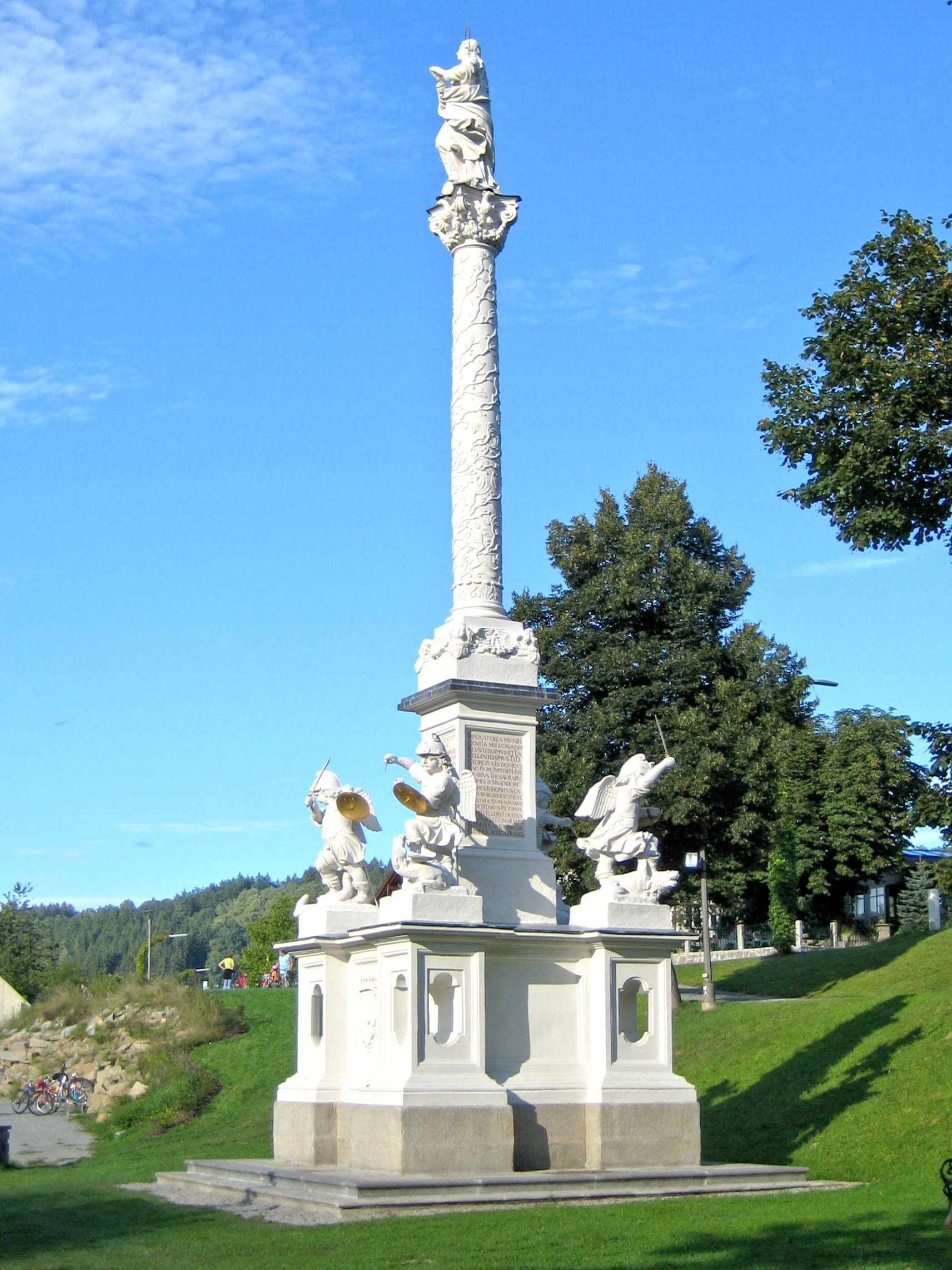
Die Mariensäule am Innufer in Wernstein

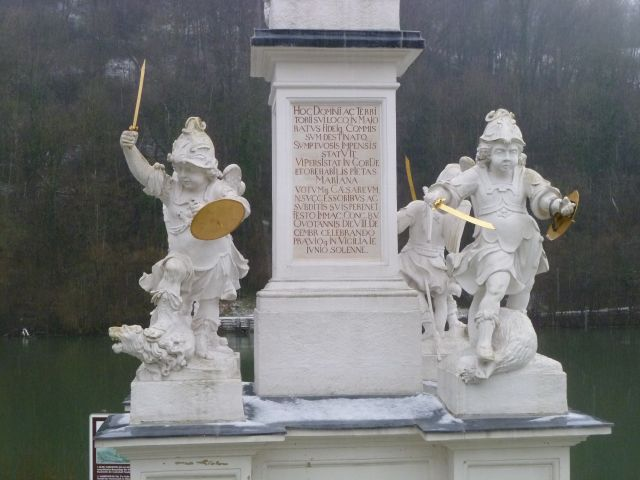
Putti – Detailansicht

Die Mariensäule in Wernstein am Inn ist ein Maria geweihtes Standbild auf einer Säule. Sie wurde von Kaiser Ferdinand III. aus Dank für die Rettung der Stadt Wien vor einem schwedischen Heer im Jahr 1645 gegen Ende des Dreißigjährigen Krieges gestiftet und 1646 von dem Steinmetzmeister und Bildhauer Johann Jacob Pock errichtet. Sie wurde ursprünglich 1647 in Wien Am Hof gegenüber der Jesuitenkirche aufgestellt, jedoch 1667 auf Veranlassung Kaiser Leopolds I. und des Grafen Georg Ludwig von Sinzendorf nach Wernstein am Inn transloziert, wo sie seitdem am Ufer des Inn unterhalb des Wernsteiner Schlosses steht. In Wien wurde eine Kopie aus Bronze angefertigt (siehe Wiener Mariensäule).

## Beschreibung
Der Typus der Marienstatuen oder -bilder der mulier amicta sole – der Frau mit der Sonne umkleidet (Offb 12,1 ) – wandelte sich in die Verehrung der immaculata conceptio, der „Unbefleckt Empfangenen“, die der Schlange des Unglaubens und der Häresie den Kopf zertritt. Obwohl als Vorbild ausdrücklich die Münchener Mariensäule, wo sich noch der Darstellungstypus des Gnadenbildes von Loreto auf der Säule befindet, vorgesehen war, wurde für Wien der gegenreformatorische Darstellungstypus der Immaculata Conceptio gewählt. Johann Jacob Pocks Marienstatue zeigt sich bewegt, besitzt regelmäßige Gesichtszüge mit einem in die Ferne gerichteten Blick. Der rechte Fuß als Spielbein ist leicht angehoben, die Kniescheibe durch den Stoff des Gewandes gedrückt. Die Linienführung des wie vom Winde verwehten Mantels gibt der leichten Rechtswendung der Gestalt den stärkeren Impuls.
In der älteren Forschung ist stets von einer „Mariensäule aus Marmor“ die Rede. In der Tat hatte auch Ferdinand III. die Errichtung einer Säule „aus Marmor“ gelobt. Dies wurde oftmals von Historikern unkritisch übernommen, in Wirklichkeit jedoch wurden beim Bau selbst dann Sandstein und Granit als weit günstigere Baumaterialien herangezogen. 
Die Säule ist 17 Meter hoch und steht am Innufer vor der um 1200 erbauten Burg Wernstein. Die Säule steht auf einem Postament, umringt von vier kämpfenden Heldenputti, welche etwa zwei Meter groß sind. Inmitten der Putti ragt nun wiederum ein Postament auf, in dessen vertieften Flächen sich Inschriften befinden. Darauf folgt nun die eigentliche Säule, etwa sechs Meter hoch und aus einem Stück gefertigt sowie mit Lorbeerornament reich geschmückt ist. Auf einem Kompositkapitell steht schließlich die Marienstatue.

## Geschichte

### Militärische Situation
Am 6. März 1645 wurde die kaiserliche Armee in der Schlacht bei Jankau, etwa 60 km südöstlich von Prag vernichtend geschlagen. Für die siegreiche, von kaiserlicher Seite her schwer unterschätzte schwedische Armee unter Lennart Torstensson war somit der Weg nach Wien frei. Während die Schweden auf Wien zumarschierten, gelobte Kaiser Ferdinand III. am 29. März 1645 im Rahmen einer Bittprozession, auf einem öffentlichen Platz eine Mariensäule zu errichten, auf dass die Muttergottes Wien vor den Schweden beschützen möge. In der Tat scheiterte die Einnahme Wiens und das schwedische Heer zog im Oktober 1645 wieder ab. So wurde den Wiener Jesuiten die Aufgabe zur Schaffung der Säule übertragen, bezahlt wurde sie jedoch zur Gänze aus der kaiserlichen Hofkammer. Den Auftrag erhielten die Brüder Tobias Pock und Johann Jacob Pock, wobei von ersterem der Entwurf nach dem Vorbild der Münchener Mariensäule stammte, und zweitgenannter für die Ausführung der Säule verantwortlich war. 
Im Frühjahr 1647 hatte Johann Jacob Pock die Säule schließlich fertiggestellt, am 18. Mai wurde sie unter Anwesenheit Kaiser Ferdinands III. und seiner Familie, des päpstlichen Nuntius sowie dem gesamten Adel mit geistlicher und weltlicher Obrigkeit eingeweiht.

### Translozierung nach Oberösterreich
Zehn Jahre nach der Einweihung, 1657, starb Ferdinand III., die von ihm gestiftete Säule sollte noch weitere zehn Jahre Am Hof stehenbleiben, bis sie 1667 sein Sohn und Nachfolger, Kaiser Leopold I. an den Grafen Georg Ludwig von Sinzendorf als Schenkung übergeben wurde. Dieser ließ die Säule auf dem Wasserweg die Donau und den Inn aufwärts nach Wernstein am Inn transportieren und am Innufer aufstellen. Weiters ließ er an der Säule Inschriften anbringen, die den Werdegang der Säule bis zur Aufstellung in Wernstein schildern, wobei er nicht unerwähnt ließ, dass dies für ihn „sumptuosis impensis statuit“, also „mit hohen Kosten“ verbunden war. In Wien ließ Kaiser Leopold I. in der Zwischenzeit durch Balthasar Herold eine bronzene Kopie der Säule aufstellen, welche bis heute Bestand hat (siehe Wiener Mariensäule).

### Besitzverhältnisse, weitere Geschichte
Georg Ludwig von Sinzendorf, der auch Präsident der kaiserlichen Hofkammer war, fiel in weiterer Folge wegen Unterschlagung großer Geldsummen in Ungnade und wurde aller seiner Ämter enthoben. Die Grafschaft Neuburg, auf der sich die Mariensäule nunmehr befand, fiel in weiterer Folge an die kaiserliche Hofkammer. 1698 erwarb Graf Jakob von Hamilton die Grafschaft und verkaufte sie 1719 an den Grafen Lamberg, der sie seinerseits wiederum an das Hochstift Passau veräußerte. Nach der Säkularisation des Stiftes im Zuge der Reformen Kaiser Josephs II. fiel die Mariensäule abermals in kaiserlichen Besitz. Da jedoch in Wernstein keine kaiserliche Verwaltung existierte, welcher die Beaufsichtigung des Denkmals übertragen werden konnte, die Gemeinde Wernstein jedoch eine große Verbundenheit und ein besonderes religiöses Interesse an der Mariensäule zeigte, übergab die Regierung per 8. Oktober 1841 der Gemeinde Wernstein die Säule in ihr Eigentum.
In den Jahren 1989/90 erfolgte eine vollständige Restaurierung durch eine Arbeitsgemeinschaft, bestehend aus dem Restaurator Franz Gyolcs und dem Bildhauer Klaus Wedenig. Diese Restaurierung wurde ausführlich dokumentiert.